# Behawiorysta (serial telewizyjny)
Behawiorysta – polski serial kryminalny, udostępniany na platformie VOD Player od 4 stycznia do 22 lutego 2022 jako produkcja Player Original. Scenariusz powstał na podstawie książki autorstwa Remigiusza Mroza o tym samym tytule. Serial został współfinansowany przez Polski Instytut Sztuki Filmowej.

## Fabuła
Specjalista od mowy ciała, Gerard Edling (Robert Więckiewicz) stara się poznać motyw działania psychopatycznego mordercy Horsta Zeigera (Krystian Pesta), który organizuje w Internecie tzw. dylematy, w którym internauci mają wskazać, która ze wskazanych osób ma zginąć.

## Obsada
| Aktor                 | Rola                         |
| --------------------- | ---------------------------- |
| Robert Więckiewicz    | Gerard Edling „Behawiorysta” |
| Krystian Pesta        | Horst Zeiger                 |
| Katarzyna Dąbrowska   | Brygida Edling               |
| Anna Mrozowska        | Beata Drejer                 |
| Magdalena Czerwińska  | prokurator Alicja Ubertowska |
| Anna Próchniak        | Weronika Dzwonek             |
| Mirosław Haniszewski  | Marek Rosner                 |
| Maria Sobocińska      | Emilia Edling                |
| Ewa Kolasińska        | nauczycielka Jadwiga Puta    |
| Rafał Zawierucha      | Sebastian Bielak             |
| Marzena Kipiel-Sztuka | ciotka Horsta                |
| Sandra Korzeniak      | terapeutka Brygidy           |
| Sebastian Pawlak      | Kamil                        |
| Mirosław Zbrojewicz   | prokurator Tomasz Rząsa      |
| Andrzej Walden        | Ireneusz Jeleń               |
| Daria Kalinchuk       | Zofia Iwanienko              |
| Maja Malesa           | Lena                         |

## Emisja serialu
| Seria | Seria | Odcinki | Premiera (Player) | Premiera (Player) | Premiera (Player) | Premiera (Player)                 | Pierwsza emisja telewizyjna (TVN) | Pierwsza emisja telewizyjna (TVN) | Pierwsza emisja telewizyjna (TVN) | Pierwsza emisja telewizyjna (TVN) | Pierwsza emisja telewizyjna (TVN) |
| Seria | Seria | Odcinki | Sezon             | Premiera serii    | Finał serii       | Dzień tyg. udostępniania odcinków | Sezon                             | Premiera serii                    | Finał serii                       | Pora emisji                       | Średnia oglądalność               |
| ----- | ----- | ------- | ----------------- | ----------------- | ----------------- | --------------------------------- | --------------------------------- | --------------------------------- | --------------------------------- | --------------------------------- | --------------------------------- |
|       | 1.    | 1–8 (8) | zima 2022         | 4 stycznia 2022   | 22 lutego 2022    | wtorek                            | jesień 2023                       | 16 października 2023              | 4 grudnia 2023                    | poniedziałek 21.35                | 591 tys.                          |

## Produkcja i odbiór
W kwietniu 2021 poinformowano o produkcji nowego serialu na platformę VOD Player opartego na podstawie powieści Remigiusza Mroza pt. „Behawiorysta”. Miesiąc później dodano informację, że w główną rolę w produkcji wcieli się Robert Więckiewicz.
Zdjęcia do serialu powstawały m.in. w Warszawie i Opolu.
Oglądalność pierwszych trzech odcinków serialu na antenie stacji TVN wyniosła średnio 700 tys. widzów (VOSDAL), zaś całego sezonu 591 tys..